# Borussia Verein für Leibesübungen 1900 Mönchengladbach 1998-1999
Questa voce raccoglie le informazioni riguardanti il Borussia Verein für Leibesübungen 1900 Mönchengladbach nelle competizioni ufficiali della stagione 1998-1999.

## Stagione
Nella stagione 1998-1999 il Borussia Mönchengladbach, allenato da Friedel Rausch e Rainer Bonhof, concluse il campionato di Bundesliga al 18º posto e fu retrocesso in 2. Bundesliga. In Coppa di Germania il Borussia Mönchengladbach fu eliminato ai quarti di finale dal RW Oberhausen.

## Rosa
| N. |                     | Ruolo | Calciatore             |
| -- | ------------------- | ----- | ---------------------- |
| 1  | Germania (bandiera) | P     | Uwe Kamps              |
| 2  | Bulgaria (bandiera) | D     | Vladimir Ivanov Ivanov |
| 3  | Germania (bandiera) | D     | Michael Klinkert       |
| 4  | Svezia (bandiera)   | D     | Patrik Andersson       |
| 5  | Germania (bandiera) | C     | Christian Hochstätter  |
| 6  | Germania (bandiera) | C     | Matthias Hagner        |
| 7  | Germania (bandiera) | C     | Karlheinz Pflipsen     |
| 8  | Germania (bandiera) | C     | Peter Wynhoff          |
| 9  | Germania (bandiera) | A     | Markus Feldhoff        |
| 10 | Austria (bandiera)  | A     | Anton Polster          |
| 11 | Svezia (bandiera)   | A     | Jörgen Pettersson      |
| 12 | Germania (bandiera) | C     | Marcel Witeczek        |
| 13 | Germania (bandiera) | C     | Martin Schneider       |
| 14 | Germania (bandiera) | D     | Markus Reiter          |
| 15 | Germania (bandiera) | A     | Marco Villa            |
| 16 | Brasile (bandiera)  | C     | Chiquinho              |

| N. |                     | Ruolo | Calciatore         |
| -- | ------------------- | ----- | ------------------ |
| 17 | Grecia (bandiera)   | C     | Valandi Anagnostou |
| 18 | Croazia (bandiera)  | C     | Željko Sopić       |
| 19 | Germania (bandiera) | D     | Michael Frontzeck  |
| 20 | Germania (bandiera) | P     | Robert Enke        |
| 21 | Germania (bandiera) | C     | Markus Hausweiler  |
| 22 | Germania (bandiera) | C     | Marcel Ketelaer    |
| 23 | Ucraina (bandiera)  | A     | Andrij Voronin     |
| 24 | Germania (bandiera) | D     | Stephan Paßlack    |
| 25 | Croazia (bandiera)  | D     | Slađan Ašanin      |
| 26 | Germania (bandiera) | C     | Sebastian Deisler  |
| 29 | Germania (bandiera) | P     | Thorsten Albustin  |
| 31 | Germania (bandiera) | D     | Thomas Eichin      |
| 32 | Germania (bandiera) | D     | Dirk Schreiber     |
| 33 | Germania (bandiera) | C     | Jens Truckenbrod   |
| 35 | Germania (bandiera) | D     | Max Eberl          |
| 36 | Turchia (bandiera)  | A     | Berkant Göktan     |

## Organigramma societario
Area tecnica
- Allenatore: Rainer Bonhof
- Allenatore in seconda: Manfred Stefes
- Preparatore dei portieri:
- Preparatori atletici:

## Calciomercato

### Sessione estiva
| Acquisti | Acquisti               | Acquisti               | Acquisti |
| R.       | Nome                   | da                     | Modalità |
| -------- | ---------------------- | ---------------------- | -------- |
| D        | Slađan Ašanin          | Slavia Praga           |          |
| D        | Thomas Eichin          | Borussia M'gladbach II |          |
| A        | Markus Feldhoff        | Bayer Leverkusen       |          |
| C        | Matthias Hagner        | Stoccarda              |          |
| D        | Vladimir Ivanov Ivanov | Levski Sofia           |          |
| A        | Anton Polster          | Colonia                |          |
| D        | Markus Reiter          | Duisburg               |          |
| P        | Jörg Schmadtke         | Bayer Leverkusen       |          |
| C        | Željko Sopić           | NK Zagabria            |          |

| Cessioni | Cessioni          | Cessioni        | Cessioni |
| R.       | Nome              | a               | Modalità |
| -------- | ----------------- | --------------- | -------- |
| C        | Stefan Effenberg  | Bayern Monaco   |          |
| C        | Thomas Hoersen    | Duisburg        |          |
| A        | Andrzej Juskowiak | Wolfsburg       |          |
| C        | Ioan Lupescu      | Dinamo Bucarest |          |
| A        | Per Pedersen      | Strasburgo      |          |

### Sessione invernale
| Acquisti | Acquisti          | Acquisti       | Acquisti |
| R.       | Nome              | da             | Modalità |
| -------- | ----------------- | -------------- | -------- |
| D        | Michael Frontzeck | Friburgo       |          |
| D        | Max Eberl         | Greuther Fürth |          |
| A        | Berkant Göktan    | Bayern Monaco  |          |

| Cessioni | Cessioni | Cessioni | Cessioni |
| R.       | Nome     | a        | Modalità |
| -------- | -------- | -------- | -------- |

## Risultati

### Bundesliga

#### Girone di andata
| Arbitro: | Merk |

|                                      |           |  |
| Polster 2’ Pettersson 10’ Hagner 80’ | Marcatori |  |

| Arbitro: | Zerr |

|                          |           |            |
| Wagner 42’ Marschall 63’ | Marcatori | 83’ Ašanin |

| Arbitro: | Kemmling |

|                |           |          |
| Pettersson 90’ | Marcatori | 69’ Yang |

| Arbitro: | Berg |

|                          |           |              |
| Winkler 2’, 84’ Kurz 23’ | Marcatori | 56’ Klinkert |

| Arbitro: | Heynemann |

|                                   |           |                              |
| Schneider 8’ (aut.) Emmerling 90’ | Marcatori | 70’ (rig.) Polster 86’ Villa |

| Arbitro: | Strampe |

|                         |           |                                   |
| Polster 37’ (rig.), 42’ | Marcatori | 12’ Akpoborie 45’ Bobic 84’ Soldo |

| Arbitro: | Buchhart |

|                               |           |             |
| Veit 12’ Preetz 58’, 81’, 88’ | Marcatori | 24’ Polster |

| Arbitro: | Fandel |

|  |           |                       |
|  | Marcatori | 10’ (rig.), 51’ Ćirić |

| Arbitro: | Aust |

|                            |           |              |
| Reis 16’ Schindzielorz 47’ | Marcatori | 11’ Pflipsen |

| Arbitro: | Heynemann |

|                           |           |                                                                                       |
| Polster 47’ Chiquinho 68’ | Marcatori | 10’, 15’, 39’ (rig.) Kirsten 34’ Roberto 52’ Nowotny 59’, 60’ Reichenberger 64’ Kovač |

| Arbitro: | Dardenne |

|                                                               |           |            |
| Akonnor 6’, 72’ Juskowiak 14’, 45’ Präger 41’, 69’ O'Neil 52’ | Marcatori | 3’ Polster |

| Arbitro: | Albrecht |

|           |           |              |
| Majak 51’ | Marcatori | 35’ Pflipsen |

| Arbitro: | Wack |

|                                     |           |            |
| Klinkert 17’ Hagner 33’ Polster 48’ | Marcatori | 3’ Wassmer |

| Arbitro: | Fleischer |

|                     |           |  |
| Yeboah 6’, 29’, 86’ | Marcatori |  |

| Arbitro: | Wagner |

|  |           |          |
|  | Marcatori | 23’ Bode |

| Arbitro: | Zerr |

|         |           |             |
| But 18’ | Marcatori | 24’ Polster |

| Arbitro: | Krug |

|  |           |                          |
|  | Marcatori | 8’, 27’ (rig.) Effenberg |

#### Girone di ritorno
| Arbitro: | Aust |

|             |           |  |
| Wilmots 76’ | Marcatori |  |

| Arbitro: | Berg |

|  |           |                                 |
|  | Marcatori | 26’ Marschall 56’ (aut.) Ašanin |

| Francoforte sul Meno 27 febbraio 1999, ore 15:30 CET 20ª giornata | Eintracht Francoforte | 0 – 0 referto | Borussia M'gladbach | Waldstadion (38 000 spett.)\| Arbitro: \| Fröhlich \| |
| Arbitro:                                                          | Fröhlich              |               |                     |                                                       |

| Arbitro: | Fandel |

|                          |           |  |
| Klinkert 43’ Deisler 75’ | Marcatori |  |

| Arbitro: | Wack |

|  |           |                       |
|  | Marcatori | 58’ Spies 77’ Tøfting |

| Arbitro: | Steinborn |

|                         |           |                            |
| Lisztes 19’ Balăkov 60’ | Marcatori | 67’ Frontzeck 89’ Ketelaer |

| Arbitro: | Stark |

|                   |           |                                                |
| Witeczek 53’, 59’ | Marcatori | 34’, 71’ (rig.) Preetz 66’ Thom 77’ Sverrisson |

| Arbitro: | Merk |

|                        |           |  |
| Ziemer 39’ Oechler 78’ | Marcatori |  |

| Arbitro: | Heynemann |

|                        |           |                            |
| Ašanin 65’ Paßlack 90’ | Marcatori | 76’ Peschel 90’ Mahdavikia |

| Arbitro: | Krug |

|                                   |           |                |
| Kirsten 14’, 54’, 67’ Ramelow 78’ | Marcatori | 66’ Pettersson |

| Arbitro: | Keßler |

|                                                        |           |                        |
| Sopić 18’ Pettersson 28’, 80’ Polster 58’ Pflipsen 85’ | Marcatori | 61’ Präger 67’ Akonnor |

| Arbitro: | Wagner |

|                                        |           |                                   |
| Basler 32’ Zickler 68’, 69’ Scholl 84’ | Marcatori | 25’ (rig.) Polster 54’ Pettersson |

| Arbitro: | Steinborn |

|              |           |            |
| Feldhoff 68’ | Marcatori | 63’ Wibrån |

| Arbitro: | Stark |

|                     |           |                |
| Baya 41’ Pavlin 87’ | Marcatori | 62’ Hausweiler |

| Arbitro: | Krug |

|                          |           |                            |
| Sopić 62’ Hausweiler 78’ | Marcatori | 58’ Yeboah 89’ (rig.) Butt |

| Arbitro: | Koop |

|                                                    |           |            |
| Albustin 6’ (aut.) Todt 12’ Wicky 50’ Maksimov 84’ | Marcatori | 68’ Ašanin |

| Arbitro: | Dardenne |

|  |           |                    |
|  | Marcatori | 63’, 78’ Chapuisat |

### Coppa di Germania
| Arbitro: | Sippel |

|            |           |                                                               |
| Yahaya 65’ | Marcatori | 5’ Polster 18’, 57’ Pettersson 82’ Ketelaer 88’ (aut.) Yahaya |

| Arbitro: | Wagner |

|                          |           |                                            |
| Heidrich 14’, 87’ (rig.) | Marcatori | 10’ Polster 79’, 90’ Pflipsen 86’ Ketelaer |

| Arbitro: | Steinborn |

|  |           |             |
|  | Marcatori | 10’ Polster |

| Arbitro: | Fröhlich |

|                      |           |  |
| Toborg 71’ Weber 80’ | Marcatori |  |

## Statistiche

### Statistiche di squadra
| Competizione      | Punti | In casa | In casa | In casa | In casa | In casa | In casa | In trasferta | In trasferta | In trasferta | In trasferta | In trasferta | In trasferta | Totale | Totale | Totale | Totale | Totale | Totale | DR  |
| Competizione      | Punti | G       | V       | N       | P       | Gf      | Gs      | G            | V            | N            | P            | Gf           | Gs           | G      | V      | N      | P      | Gf     | Gs     | DR  |
| ----------------- | ----- | ------- | ------- | ------- | ------- | ------- | ------- | ------------ | ------------ | ------------ | ------------ | ------------ | ------------ | ------ | ------ | ------ | ------ | ------ | ------ | --- |
| Bundesliga        | 21    | 17      | 4       | 4       | 9       | 25      | 35      | 17           | 0            | 5            | 12           | 16           | 44           | 34     | 4      | 9      | 21     | 41     | 79     | -38 |
| Coppa di Germania | -     | 0       | 0       | 0       | 0       | 0       | 0       | 4            | 3            | 0            | 1            | 10           | 5            | 4      | 3      | 0      | 1      | 10     | 5      | +5  |
| Totale            | 21    | 17      | 4       | 4       | 9       | 25      | 35      | 21           | 3            | 5            | 13           | 26           | 49           | 38     | 7      | 9      | 22     | 51     | 84     | -33 |

### Andamento in campionato
| Giornata  | 1 | 2 | 3 | 4  | 5  | 6  | 7  | 8  | 9  | 10 | 11 | 12 | 13 | 14 | 15 | 16 | 17 | 18 | 19 | 20 | 21 | 22 | 23 | 24 | 25 | 26 | 27 | 28 | 29 | 30 | 31 | 32 | 33 | 34 |
| --------- | - | - | - | -- | -- | -- | -- | -- | -- | -- | -- | -- | -- | -- | -- | -- | -- | -- | -- | -- | -- | -- | -- | -- | -- | -- | -- | -- | -- | -- | -- | -- | -- | -- |
| Luogo     | C | T | C | T  | T  | C  | T  | C  | T  | C  | T  | T  | C  | T  | C  | T  | C  | T  | C  | T  | C  | C  | T  | C  | T  | C  | T  | C  | T  | C  | T  | C  | T  | C  |
| Risultato | V | P | N | P  | N  | P  | P  | P  | P  | P  | P  | N  | V  | P  | P  | N  | P  | P  | P  | N  | V  | P  | N  | P  | P  | N  | P  | V  | P  | N  | P  | N  | P  | P  |
| Posizione | 1 | 7 | 8 | 12 | 12 | 14 | 16 | 17 | 18 | 18 | 18 | 18 | 18 | 18 | 18 | 18 | 18 | 18 | 18 | 18 | 18 | 18 | 18 | 18 | 18 | 18 | 18 | 18 | 18 | 18 | 18 | 18 | 18 | 18 |

Legenda:

Luogo: C = Casa; T = Trasferta. Risultato: V = Vittoria; N = Pareggio; P = Sconfitta.

### Statistiche dei giocatori
| Giocatore      | Bundesliga | Bundesliga | Bundesliga  | Bundesliga | Coppa di Germania | Coppa di Germania | Coppa di Germania | Coppa di Germania | Totale   | Totale | Totale      | Totale     |
| Giocatore      | Presenze   | Reti       | Ammonizioni | Espulsioni | Presenze          | Reti              | Ammonizioni       | Espulsioni        | Presenze | Reti   | Ammonizioni | Espulsioni |
| -------------- | ---------- | ---------- | ----------- | ---------- | ----------------- | ----------------- | ----------------- | ----------------- | -------- | ------ | ----------- | ---------- |
| T. Albustin    | 2          | 0          | 1           | 0          | 0                 | 0                 | 0                 | 0                 | 2        | 0      | 1           | 0          |
| V. Anagnostou  | 5          | 0          | 2           | 0          | 1                 | 0                 | 0                 | 0                 | 6        | 0      | 2           | 0          |
| P. Andersson   | 28         | 0          | 5           | 0          | 3                 | 0                 | 1                 | 0                 | 31       | 0      | 6           | 0          |
| S. Ašanin      | 31         | 3          | 4           | 0          | 3                 | 0                 | 0                 | 0                 | 34       | 3      | 4           | 0          |
| C. Chiquinho   | 7          | 1          | 0           | 0          | 1                 | 0                 | 0                 | 0                 | 8        | 1      | 0           | 0          |
| S. Deisler     | 17         | 1          | 4           | 0          | 2                 | 0                 | 0                 | 0                 | 19       | 1      | 4           | 0          |
| M. Eberl       | 15         | 0          | 5           | 0          | 0                 | 0                 | 0                 | 0                 | 15       | 0      | 5           | 0          |
| T. Eichin      | 4          | 0          | 3           | 0          | 0                 | 0                 | 0                 | 0                 | 4        | 0      | 3           | 0          |
| R. Enke        | 32         | 0          | 1           | 0          | 4                 | 0                 | 0                 | 0                 | 36       | 0      | 1           | 0          |
| M. Feldhoff    | 18         | 1          | 1           | 1          | 1                 | 0                 | 0                 | 0                 | 19       | 1      | 1           | 1          |
| M. Frontzeck   | 15         | 1          | 3           | 0          | 0                 | 0                 | 0                 | 0                 | 15       | 1      | 3           | 0          |
| B. Göktan      | 5          | 0          | 1           | 0          | 0                 | 0                 | 0                 | 0                 | 5        | 0      | 1           | 0          |
| M. Hagner      | 18         | 2          | 5           | 0          | 3                 | 0                 | 1                 | 0                 | 21       | 2      | 6           | 0          |
| M. Hausweiler  | 16         | 2          | 3           | 0          | 2                 | 0                 | 0                 | 0                 | 18       | 2      | 3           | 0          |
| C. Hochstätter | 0          | 0          | 0           | 0          | 0                 | 0                 | 0                 | 0                 | 0        | 0      | 0           | 0          |
| V. Ivanov      | 0          | 0          | 0           | 0          | 0                 | 0                 | 0                 | 0                 | 0        | 0      | 0           | 0          |
| U. Kamps       | 0          | 0          | 0           | 0          | 0                 | 0                 | 0                 | 0                 | 0        | 0      | 0           | 0          |
| M. Ketelaer    | 26         | 1          | 7           | 0          | 4                 | 2                 | 2                 | 0                 | 30       | 3      | 9           | 0          |
| M. Klinkert    | 24         | 3          | 3           | 1          | 1                 | 0                 | 1                 | 0                 | 25       | 3      | 4           | 1          |
| S. Paßlack     | 14         | 1          | 4           | 0          | 3                 | 0                 | 0                 | 0                 | 17       | 1      | 4           | 0          |
| J. Pettersson  | 27         | 6          | 9           | 0          | 2                 | 2                 | 0                 | 0                 | 29       | 8      | 9           | 0          |
| K. Pflipsen    | 21         | 3          | 4           | 0          | 3                 | 2                 | 1                 | 0                 | 24       | 5      | 5           | 0          |
| T. Polster     | 31         | 11         | 3           | 0          | 4                 | 3                 | 2                 | 0                 | 35       | 14     | 5           | 0          |
| M. Reiter      | 10         | 0          | 3           | 0          | 0                 | 0                 | 0                 | 0                 | 10       | 0      | 3           | 0          |
| J. Schmadtke   | 0          | 0          | 0           | 0          | 0                 | 0                 | 0                 | 0                 | 0        | 0      | 0           | 0          |
| M. Schneider   | 25         | 0          | 4           | 1          | 4                 | 0                 | 1                 | 0                 | 29       | 0      | 5           | 1          |
| D. Schreiber   | 0          | 0          | 0           | 0          | 0                 | 0                 | 0                 | 0                 | 0        | 0      | 0           | 0          |
| Ž. Sopić       | 23         | 2          | 3           | 2          | 2                 | 0                 | 0                 | 0                 | 25       | 2      | 3           | 2          |
| J. Truckenbrod | 0          | 0          | 0           | 0          | 0                 | 0                 | 0                 | 0                 | 0        | 0      | 0           | 0          |
| M. Villa       | 7          | 1          | 0           | 0          | 2                 | 0                 | 0                 | 0                 | 9        | 1      | 0           | 0          |
| A. Voronin     | 0          | 0          | 0           | 0          | 0                 | 0                 | 0                 | 0                 | 0        | 0      | 0           | 0          |
| M. Witeczek    | 31         | 2          | 4           | 0          | 4                 | 0                 | 0                 | 0                 | 35       | 2      | 4           | 0          |
| P. Wynhoff     | 12         | 0          | 0           | 0          | 4                 | 0                 | 2                 | 0                 | 16       | 0      | 2           | 0          |